# Stanley Forman
Stanley Joseph Forman (* 10. července 1945, Winthrop) je americký fotoreportér, který dva roky po sobě získal Pulitzerovu cenu za fotografii, když pracoval pro Boston Herald American.

## Životopis
Stanley Joseph Forman, rodák z Winthropu v Massachusetts, vystudoval střední školu v Revere a v letech 1965–1966 studoval fotografii na Technologickém institutu Benjamina Franklina. Po ukončení studia se Forman stal kameramanem politických kampaní a poté nastoupil do Boston Herald American jako technik fotolaboratoře. Později byl povýšen na fotografa.

## Kariéra
V 70. letech spolupracoval s časopisy United Press International a Boston Press Photographers. V roce 1973 byl zvolen regionálním fotografem roku.
V roce 1975 získal ocenění World Press Photo za snímek Fire Escape Collapse, který zachycujíce mladou ženu Dianu Bryant a její kmotru Tiare Jones, padající ze zhrouceného požárního schodiště během požáru. Jak později zjistil, dítě přežilo, protože bylo chráněno tělem své kmotry. V roce 1976 získala fotografie Pulitzerovu cenu za fotografii.
Forman je prvním fotografem, který získal Pulitzerovu cenu za fotografii dva roky po sobě (1976 a 1977). V roce 1976 zvítězil s fotografií Fire Escape Collapse a v roce následujícím se stal vítězem stejné ceny snímek The Soiling of Old Glory, který zachytil černošského právníka Teda Landsmarka, napadeného mladým bělochem Josephem Rakesem třímajícím stožár s americkou vlajkou jako zbraň, během vrcholící Bostonské demisegregační krize.
V roce 1979 Formanův fotografický štáb v Boston Herald American získal Pulitzerovu cenu za fotografii za reportáž Blizzard z roku 1978 v Bostonu. Forman však nepořídil žádné fotografie, které vedly k udělení ceny, protože se zotavoval ze zranění Achillovy šlachy. V následujícím roce získal stipendium Nieman Fellowship a byl oceněn pamětní cenou Josepha A. Sprague od National Press Photographers Association.
Forman od roku 1983 pracoval jako kameraman pro bostonskou WCVB-TV. V roce 2013 vydal knihu Before Yellow Tape.

## Ceny a ocenění
- 1975 – vítěz, cena Sigma Delta Chi
- 1975 – vítěz, World Press Photo of the Year za Fire Escape Collapse
- 1976 – vítěz, Pulitzerova cena za fotografii za Fire Escape Collapse
- 1977 – spoluvítěz, Pulitzerova cena za fotografii The Soiling of Old Glory
- 1980 – Stipendium Nieman Fellow
- 1980 – National Press Photographers Association Joseph A. Sprague Memorial Award
- 2017 – Stříbrná medaile Národní akademie televizních umění a věd[12]